# Gerhard Ebert (Fußballspieler)
Gerhard Ebert (* 5. Januar 1922 in Riesa; † 30. August 2012 in Leipzig) war ein deutscher Fußballspieler, der vier Jahre lang für einen Leipziger Verein – in Leipzig und Berlin – spielte und dessen Verein dabei eine fünfmalige Namensänderung widerfuhr.

## Sportlicher Werdegang

### Juniorenbereich
Ebert begann im Alter von neun Jahren für den in seinem Geburtsort beheimateten Riesaer SV mit dem Fußballspielen – bis Mai 1945. Nach dem Ende des Zweiten Weltkrieges und mit dem im Jahr 1950 gefassten Beschluss „Über die Reorganisation des Sports auf Produktionsbasis“, der die Zusammenfassung einzelner Betriebssportgemeinschaften eines Produktionszweiges zu Sportvereinigungen vorgab, spielte er im Alter von 18 Jahren eine Saison lang für die
BSG Stahl Riesa.

### Seniorenbereich
Ebert spielte im Alter von 19 Jahren zu Beginn für den SV VP Vorwärts Leipzig, mit dem er die DDR-Oberligasaison 1951/52 unter dem Namen SV Vorwärts HVA Leipzig in einem Teilnehmerfeld von 19 Mannschaften als Neuling auf Platz 15 beendete und mit seinen fünf Toren in 30 Punktspielen damit zum Spielklassenverbleib beitragen konnte. Sein Debüt im Seniorenbereich gab er am 16. September 1951 (4. Spieltag) bei der 0:2-Niederlage im Auswärtsspiel gegen die BSG Rotation Babelsberg. Sein erstes Tor gelang ihm am 18. November 1951 (13. Spieltag) beim 3:1-Sieg im Heimspiel gegen die BSG Aktivist Brieske-Ost mit dem Treffer zum 1:0 in der 48. Minute.
Zu Beginn der Folgesaison spielte er für den Verein unter dem Namen SV Vorwärts der KVP Leipzig und mit der am 3. April 1953 erfolgten Umbenennung und der Delegierung nach Berlin zum Ende der Saison am 17. Mai 1953 für den SV Vorwärts der KVP Berlin. In einem Teilnehmerfeld von 17 Mannschaften reichte Platz 14 nicht zum Spielklassenverbleib und somit spielte er für den Verein in der zweitklassigen Liga. Aus der in Staffel 1 und 2 unterteilten Spielklasse mit jeweils 14 Mannschaften kehrte er als Sieger der Staffel 2 in die höchste Spielklasse zurück.
Während der Zweitligasaison erfuhr der Verein eine zweimalige Namensänderung, sodass Ebert seine letzte Saison für den ZSK Vorwärts der KVP Berlin begann und mit dem ZSK Vorwärts Berlin auf Platz acht in der Oberliga beendete. In dieser Spielklasse erzielte er insgesamt sieben Tore in insgesamt 69 Punktspielen. Dreimal kam er in Spielen um den FDGB-Pokal zum Einsatz, wobei er in seinem zweiten im Finale spielte und dieses gewann.
Von Januar bis August 1955 spielte er für den SC Vorwärts Leipzig die Rückrunde der Zweitligasaison 1954/55 in der Staffel 2. Mit der Delegierung des Vereins nach Cottbus nahm dieser den Namen SK Vorwärts der KVP Cottbus an. Für diesen spielte Ebert von 1955 bis 1957 jeweils in der Staffel Nord der drittklassigen II. DDR-Liga, in der er insgesamt 43 Punktspiele bestritt.
Sein letzter Verein war die BSG Motor Schkeuditz, für die er in der Spielzeit 1957 in der viertklassigen Bezirksliga Leipzig spielte und als Bezirksmeister aus dieser hervorging. Seine aktive Spielerkarriere ließ er mit den beiden Spielzeiten 1958 und 1959 jeweils in der Staffel 3 der drittklassigen II. DDR-Liga ausklingen.

### Trainertätigkeit
In den 1970er-Jahren war er für die BSG Motor Schkeuditz, von 1979 bis 1989 für die ASG Vorwärts Dessau jeweils als Jugendtrainer tätig.

## Erfolge
- Sieger Staffel 2 Liga 1954 und Aufstieg in die Oberliga
- FDGB-Pokal-Sieger 1954
- Bezirksmeister Leipzig 1957